# Liste von muskelkraftbetriebenen Fahrzeugen

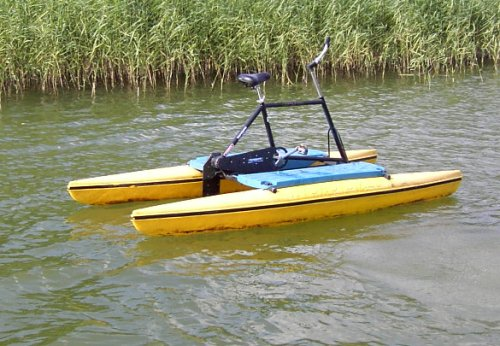
Hydrobike

Die Liste von muskelkraftbetriebenen Fahrzeugen listet Arten von Fahrzeugen auf, die nicht durch Maschinen oder äußere Kraft wie beispielsweise Wind, sondern durch menschliche Muskelkraft angetrieben werden. Nicht aufgeführt werden Fahrzeuge, die von Tieren bewegt werden (z. B. Fuhrwerke aller Art, von Pferden getreidelte Boote).

## Landfahrzeuge
- Fahrrad, mit Varianten wie Liegerad, Velomobil, Handbike, Einrad
- Fahrzeuge für Kinder: Kinderdreirad, Tretroller, Tretauto, Holländer
- Draisine (Laufmaschine, Laufrad)
- Rollstuhl
- Fahrradtaxi (Fahrradrikscha), Fahrradanhänger
- Handfahrzeuge, z. B. handgezogene Rikscha, Handwagen, Kinderwagen, Einkaufswagen, Sackkarre, Schubkarre

Spurgeführte Fahrzeuge
- Eisenbahn-Draisine mit Pedal oder Handhebel
- Schwebefähre mit Handbetrieb
- Handbetriebene Straßenbahn
- handgezogene Feldbahn – mitunter im 1. Weltkrieg
- handgezogene Grubenbahn – im Untertagebergbau
- Hausrollbahnen gab es zur Überwindung kurzer ebener Strecken, über Höfe, durch enge oder niedrige Hausdurchfahrten bis auf die Straße[1][2][3] Diejenige für Schüttloren der Miniumfabrik (betrieben 1850–1992, ab 1994 Eventlocation) in Techelsberg am Wörthersee weist vor dem Gebäude eine Drehscheibe auf.[4]

## Wasserfahrzeuge
- Kanu:
  - Kajak
  - Canadier
- Aufsitz-Boot
- Ruderboot
- Tretboot
- Einbaum
- Gondel
- Board zum Stand-Up-Paddeln
- von Menschen gezogenes Wasserfahrzeug
- Trampofoil
- Aquaskipper (muskelkraftbetriebenes Tragflächenboot)
- Muskelkraftbetriebenes U-Boot, vor allem historisch; das Modell Scubster von Stéphane Rousson (2011) ist mit Tauchgerät zu benutzen, da es keine luftgefüllte Zelle aufweist[5]
- Unterwasser-Fahrrad – beschwertes Rad mit beschwertem Fahrer mit Tauchgerät am Boden eines Schwimmbeckens[6][7]

## Luftfahrzeuge

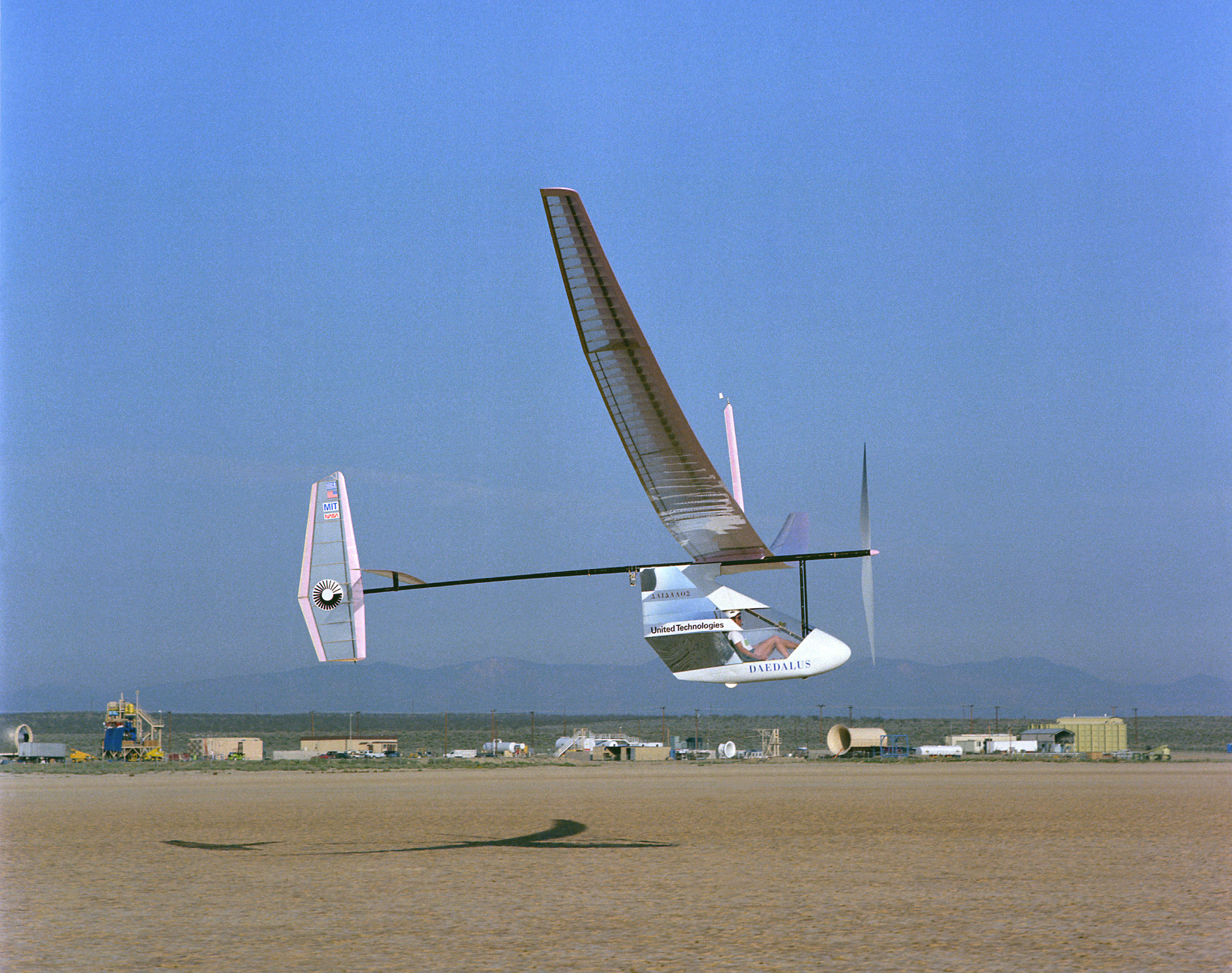
Muskelkraft-Flugzeug Daedalus 88

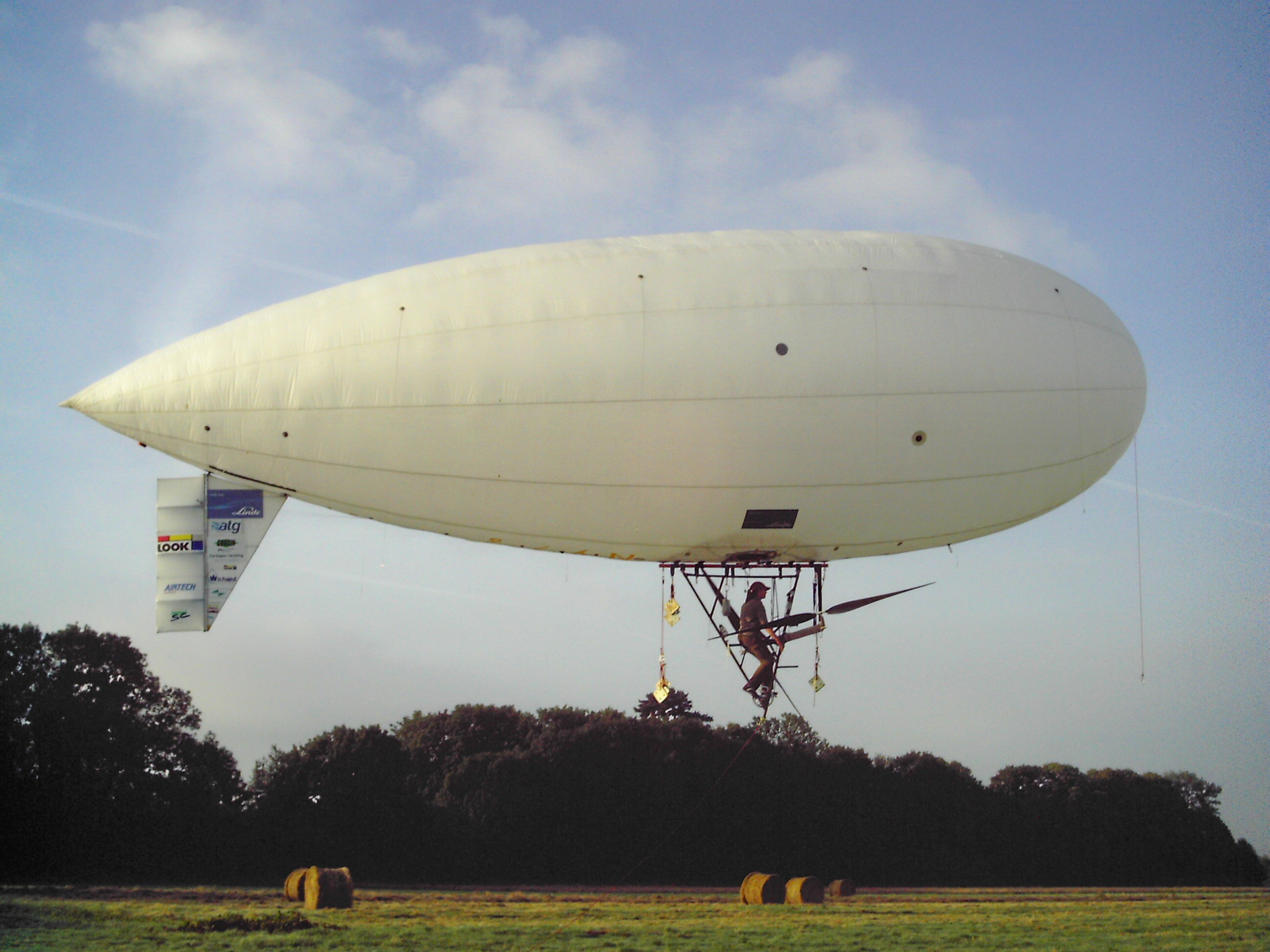
Muskelkraftbetriebenes Luftschiff von Stéphane Rousson (2006)

- Muskelkraft-Flugzeuge, die auf Tragflächen gleiten
- Muskelkraft-Hubschrauber mit rotierenden Tragflächen
- Luftschiffe mit Antrieb durch den Piloten, Beispiele:
  - White Dwarf (USA)
  - Geiser Zeppy 1 und 2 (Frankreich)
  - Dorrington „D2-bis“ und „D3“ (Großbritannien)
  - Muskelkraftbetriebenes Luftschiff von Stéphane Rousson aus Nizza

Nicht zu den mit Muskelkraft betriebenen Luftfahrzeugen zählen Segelflugzeuge, Hängegleiter und Gleitschirme, da sie vom Aufwind in der Luft gehalten werden.

## Fahrzeugähnliche Geräte
Bestimmte Sport- oder Spielgeräte, die der Fortbewegung aus eigener Kraft dienen, werden üblicherweise nicht als Fahrzeuge bezeichnet, zum Beispiel:
- Skateboard samt Varianten Snakeboard, Waveboard (gilt als „Fortbewegungsmittel“, aber nicht als Fahrzeug)
- Rollbrett mit Zugschnur oder zum Abstoßen mit Händen oder Füßen
- Pedalo
- Rhönrad
- Langlaufski
- Rollerski
- Rollschuhe
- Schlittschuhe